# Carum
Genre
Carum est un genre de plantes à fleurs de la famille des Apiaceae. Ce sont des plantes herbacées annuelles ou bisannuelles originaires des régions tempérées de l'Ancien Monde. Le genre ne comprend en Europe que quelques espèces. 

## Liste d'espèces
Selon ITIS (23 mars 2016) :
- Carum carvi L.
- Carum verticillatum (L.) W.D.J. Koch

Selon NCBI (23 mars 2016) :
- Carum apuanum
- Carum buriaticum
- Carum carvi
- Carum caucasicum
- Carum depressum
- Carum furcatum
- Carum graecum
- Carum grossheimii
- Carum heldreichii
- Carum meifolium
- Carum meoides
- Carum multiflorum
- Carum piovanii
- Carum porphyrocoleon
- Carum rupicola
- Carum saxicola

Selon Tropicos (30 juin 2013) (Attention liste brute contenant possiblement des synonymes) :
- Carum acaule Koso-Pol.
- Carum adamovicii Halácsy
- Carum ajowan Benth. & Hook. f.
- Carum alaicum Lipsky
- Carum alpestre (Ledeb.) Koso-Pol.
- Carum alpinum Benth. & Hook. f.
- Carum ammoides Benth. & Hook. f. ex Arcang.
- Carum angelicaefolium Baker
- Carum angolense C. Norman
- Carum angustissimum Kitag.
- Carum anisum (L.) Baill.
- Carum anthriscoides H. Boissieu
- Carum apiculatum Kar. & Kir.
- Carum appuanum Grande
- Carum armenum Boiss.
- Carum aromaticum Druce
- Carum atlanticum Litard. & Maire
- Carum atrosanguineum Kar. & Kir.
- Carum avromanum Boiss. & Hausskn.
- Carum bourgaei Boiss.
- Carum brachyactis Post
- Carum brachycarpum Boiss.
- Carum bretschneideri H. Wolff
- Carum bulbocastanum Koch
- Carum bunius L.
- Carum bupleuroides Schrenk
- Carum buriaticum Turcz.
- Carum candolleanum (Wight & Arn.) Franch.
- Carum capense Sond.
- Carum capensis Sond.
- Carum capillifolium Koso-Pol.
- Carum capusii Franch.
- Carum cardiocarpum Franch.
- Carum carvi L.
- Carum carvifolium (DC.) Arcang.
- Carum caucasicum Boiss.
- Carum caudatum Franch.
- Carum chabertii Batt.
- Carum chaerophylloides Regel & Schmalh.
- Carum chinense M. Hiroe
- Carum colchicum Lipsky
- Carum coloratum Diels
- Carum copticum (L.) Benth. & Hook. f.
- Carum coriaceum Franch.
- Carum cornigerum Boiss. & Hausskn.
- Carum crinitum (Pall.) Koso-Pol.
- Carum cruciatum Franch.
- Carum curvatum C.B. Clarke ex H. Wolff
- Carum cylindricum Boiss. & Hausskn.
- Carum daucoides Boiss.
- Carum decussatum Gilib.
- Carum delavayi Franch.
- Carum delicatulum H. Wolff
- Carum depressum Hartvig & Kit Tan
- Carum dissectum Baill.
- Carum divaricatum W.D.J. Koch
- Carum diversifolium (DC.) C.B. Clarke
- Carum dolichopodum Diels
- Carum elegans Fenzl
- Carum elvendia Boiss.
- Carum erythrorhizum Piper
- Carum falcarioides Boiss. & Buhse
- Carum ferulaceum (Sm.) Janch.
- Carum ferulifolium Boiss.
- Carum filicinum Franch.
- Carum flaccidum (C.B. Clarke) Franch.
- Carum flexuosum (With.) Sweet
- Carum forrestii M. Hiroe
- Carum franchetii M. Hiroe
- Carum furcatum H. Wolff
- Carum gairdneri (Hook. & Arn.) A. Gray
- Carum garrettii A. Nelson ex J.M. Coult. & Rose
- Carum gracile Lindl.
- Carum graecum Boiss. & Heldr.
- Carum graveolens Koso-Pol.
- Carum grossheimii Schischk.
- Carum hallii (A. Gray) S. Watson
- Carum heldreichii Boiss.
- Carum heterophyllum Regel & Schmalh.
- Carum hookeri (C.B. Clarke) Franch.
- Carum howellii J.M. Coult. & Rose
- Carum huetii Boiss.
- Carum humile Boiss. & Balansa ex Boiss.
- Carum imbricatum Schinz
- Carum iminouakense Quézel
- Carum indicum Regel & Herder
- Carum inodorum Siev.
- Carum italicum (DC.) M. Hiroe
- Carum jahandiezii Litard. & Maire
- Carum kelloggii A. Gray
- Carum komarovii Karjagin
- Carum lacuum Emb.
- Carum lemmonii J.M. Coult. & Rose
- Carum leptocladum Aitch. & Hemsl.
- Carum leucocoleon Boiss. & A. Huet
- Carum loloensis Franch.
- Carum lomatocarum Boiss.
- Carum lumpeanum Dörfl. & Hayek
- Carum macuca (Boiss.) Lange
- Carum mairei (Diels ex H. Wolff) M. Hiroe
- Carum majus (L.) Koso-Pol.
- Carum mauritanicum Boiss. & Reut.
- Carum meifolium Boiss.
- Carum meoides Halácsy
- Carum microcarpum Boiss.
- Carum molle Franch.
- Carum montanum Blank.
- Carum multiflorum Boiss.
- Carum multiradiatum (K. Koch) M. Hiroe
- Carum neurophyllum (Maxim.) Franch. & Sav.
- Carum nivale (Boiss.) Lange
- Carum nodosum (Rose) Koso-Pol.
- Carum noeanum Boiss.
- Carum nothum C.B. Clarke
- Carum nudum Post
- Carum officinale Gray
- Carum oreganum S. Watson
- Carum pachypodium Candargy
- Carum panatjan Baill.
- Carum paniculatum Franch.
- Carum pansil Griseb.
- Carum paucifolium DC.
- Carum persicum Boiss.
- Carum petroselinum (L.) Benth. & Hook. f.
- Carum pityophilum Diels
- Carum podagraria (L.) Roth
- Carum polyphyllum Boiss. & Balansa ex Boiss.
- Carum porphyrocoleon (Freyn & Sint.) Woronow ex Schischk.
- Carum proliferum Maire
- Carum pseudoburiaticum H. Wolff
- Carum purpurascens Boiss.
- Carum purpureum Franch.
- Carum rectangulum Boiss. & Hausskn.
- Carum rigidulum Koch ex DC.
- Carum rigidum Steud.
- Carum rosellum Woronow
- Carum roxburghianum (DC.) Kurz
- Carum rupestre Boiss. & Heldr.
- Carum rupicola Hartvig & Strid
- Carum saxicolum Albov
- Carum scaberulum Franch.
- Carum scaligeriodes Bornm.
- Carum schizopetalum Franch.
- Carum seselifolium H. Wolff
- Carum setaceum Schrenk ex Fisch. & C.A. Mey.
- Carum sinense Franch.
- Carum sioides J.M. Black
- Carum sogdianum Lipsky
- Carum stictocarpum C.B. Clarke
- Carum strictum (Griseb.) Boiss.
- Carum sylvestre (L.) Baill.
- Carum takenakae Kitag.
- Carum tamerlanii Lipsky
- Carum tanakae Franch. & Sav.
- Carum tenerum (DC.) Franch.
- Carum trichomanifolium Franch.
- Carum trichophyllum Schrenk ex Fisch. & C.A. Mey.
- Carum turkestanicum Lipsky
- Carum vaginatum (H. Wolff) M. Hiroe
- Carum velenovskyi Rohlena
- Carum verticillatum W.D.J. Koch
- Carum villosum Haines
- Carum visnaga Koso-Pol.
- Carum viviparum (Rose) Koso-Pol.
- Carum wolffianum Fedde ex H. Wolff
- Carum yunnanense Franch.